# Dicranella rufiseta
Dicranella rufiseta är en bladmossart som beskrevs av Edwin Bunting Bartram 1933. Dicranella rufiseta ingår i släktet jordmossor, och familjen Dicranaceae. Inga underarter finns listade i Catalogue of Life.